# Томмотский район
Томмотский район — упразднённая административно-территориальная единица в составе Якутской АССР, существовавшая в 1930—1953 годах. Административный центр — город Томмот.

## Население
По данным переписи 1939 года в Томмотском районе проживало 4376 чел., в том числе русские — 66,7 %, эвенки — 16,5 %, якуты — 10,0 %, татары — 1,6 %, украинцы — 1,2 %.

## История
Томмотский район был образован 5 мая 1930 года в составе Якутской АССР.
В 1936 году Киндигирский и Токкинский сельсоветы были переданы из Томмотского района в новый Токкинский район.
8 апреля 1939 года Томмотский район вошёл в состав Алданского округа Якутской АССР.
По данным 1940 и 1945 годов район включал 3 сельсовета (Беллетский, Буягинский и Нюрмагавский) и город Томмот.
11 июля 1947 года в связи с упразднением Алданского округа Томмотский район перешёл в прямое подчинение Якутской АССР.
Указом Президиума Верховного Совета РСФСР от 15 октября 1953 года Томмотский район был упразднён, а его территория передана в Алданский район.